# Aleksander Schiele
Aleksander Schiele (ur. 27 września 1890 w Warszawie, zm. 6 kwietnia 1976 w Konstancinie) – taternik, alpinista, narciarz, działacz turystyczny, inżynier architekt, brat bliźniak Kazimierza Schielego.

## Życiorys
Ukończył Politechnikę Wiedeńską w 1917. Po ukończeniu studiów pracował w browarach „Haberbusch i Schiele”. Przez 60 lat (1905–1965) uprawiał taternictwo, w młodości dokonując przejścia szeregu nowych dróg. W początkowym okresie działalności towarzyszyli mu zazwyczaj brat oraz przewodnicy: Klemens Bachleda, Wojciech Tylka Suleja czy Jędrzej Marusarz Jarząbek. Później partnerami Schielego byli m.in. Aleksander Znamięcki, Mieczysław Świerz, Roman Kordys, Wanda Jerominówna, Henryk Bednarski, Bronisław Czech, Rafał Malczewski i Robert Jäger. Do jego największych osiągnięć należy pierwsze wejście północno-zachodnią ścianą Żabiego Szczytu Niżniego (1926, z Henrykiem Mückenbrunnem).
Należał do Sekcji Turystycznej Towarzystwa Tatrzańskiego i jej następcy, Klubu Wysokogórskiego, a także Tatrzańskiego Ochotniczego Pogotowia Ratunkowego.
Na nartach jeździł początkowo w Alpach (od 1910), od 1912 także w Karpatach. Miał na koncie wejścia narciarskie na Hoher Sonnblick (3106 m, 1913), Großvenediger (3673 m, 1914), Marmoladę (3344 m, 1939). Od 1912 przez niemal 20 lat startował w zawodach narciarskich i zdobył w nich wiele nagród. Działał na rzecz popularyzacji narciarstwa w Sekcji Narciarskiej Polskiego Towarzystwa Tatrzańskiego i w Polskim Związku Narciarskim. Został odznaczony honorowym członkostwem Klubu Wysokogórskiego, Polskiego Związku Alpinizmu, Sekcji Narciarskiej PTT i tytułem honorowego instruktora PZN.
Po ukończeniu I wojny światowej służył w Kompanii Wysokogórskiej w Zakopanem. Następnie pracował jako instruktor narciarstwa, architekt, sędzia zawodów narciarskich i członek komisji egzaminacyjnych na instruktorów i sędziów. Był projektantem i budowniczym skoczni narciarskiej w dolinie Jaworzynce (1920), brał udział w budowie murowanego schroniska PTT „Murowaniec”. W dwudziestoleciu międzywojennym pracował także w browarach Haberbusch i Schiele – założyciel tej firmy był jego dziadkiem – oraz jako dyrektor Zjednoczonych Browarów Warszawskich.
W czasie II wojny światowej walczył w Armii Krajowej, w 1943 został razem z synem uwięziony na Pawiaku. Dzięki staraniom rodziny Aleksander został zwolniony, natomiast Jerzego rozstrzelano.
Po wojnie pracował przy odbudowie Warszawy, a do 1965 – w dziale inwestycji Zarządu Głównego PTTK.
Był mężem Zofii z Engemannów, z którą miał syna Jerzego i córkę Julittę.
Jest pochowany na cmentarzu ewangelicko-augsburskim w Warszawie (aleja 54, grób 14).
Za pomoc Żydom udzielaną podczas okupacji niemieckiej, w 2014 Instytut Jad Waszem nadał Aleksandrowi i Zofii Schiele tytuł Sprawiedliwych wśród Narodów Świata.

## Ordery i odznaczenia
- Złoty Krzyż Zasługi (7 czerwca 1939)[2]
- Srebrny Krzyż Zasługi (19 marca 1931)[3]
- medal Sprawiedliwy wśród Narodów Świata (pośmiertnie, 2014)[4]